# عبد العزيز بن مساعد بن جلوي آل سعود
الأمير عبد العزيز بن مساعد (الأول) بن جلوي آل سعود أمير منطقة القصيم و منطقة حائل، ولد عام 1302 هـ في الرياض، عاش يتيمًا بعد مقتل والده في معركة حريملاء في نهاية الدولة السعودية الثانية سنة 1309 هـ، ابن عم الملك عبد العزيز آل سعود وابن خالته، والدته هي الأميرة منيرة بنت أحمد السديري شقيقة الأميرة سارة بنت أحمد السديري والدة الملك عبد العزيز آل سعود.
ممن رافقوا الملك عبد العزيز آل سعود عند استرداده للرياض في 5 شوال 1319 هـ، ولقد اشترك في جميع المعارك التي دارت رحاها في نجد بجانب الملك عبد العزيز آل سعود حينما كان يقارع خصمه ابن رشيد، وفي كل المواقع التي خاضها الملك عبد العزيز آل سعود، لم يفته منها شيء سوى حصار جدة. توفي في يوم السبت غرة ربيع الأول 1397 هـ .

## مسيرته مع الملك عبد العزيز
رحل عام 1309 هـ مع الإمام عبد الرحمن بن فيصل بن تركي آل سعود إلى الكويت كما شارك مع الملك عبد العزيز في حروبه كلها بدءًا من معركة فتح الرياض سنة 1319 هـ وحتى تم تأسيس المملكة العربية السعودية سنة 1351 هـ وعينه الملك عبد العزيز أميرًا لمنطقة القصيم سنة 1336 هـ ثم ضمت منطقة حائل بعد مساهمته في ضم المنطقة والقضاء على أميرها آل رشيد سنة 1340 هـ.
كما كان قائد جيش الملك عبد العزيز في معركة حجلا بمنطقة عسير سنة 1341 هـ وعُيِّن قائدًا للمنطقة الجنوبية سنة 1352 هـ لحل مشكلة اعتراضات آل عائض والإدريسي ثم رجع إلى حائل بعد أن أصدر الملك عبد العزيز أمرًا بتعيين سعود شويش المطيري أميرًا على المنطقة الجنوبية.

## علاقته مع الملك فيصل
في عام 1377 هـ، كان الملك فيصل، ولي العهد آنذاك، في رحلة صيد في نواحي حائل. فقابله الأمير عبد العزيز بن مساعد للسلام عليه في الفغان، وهي محل في الغبية جنوب حائل، وأمضى ليلته عنده. وبينما كانا يتسامران سأله الملك فيصل عمَّا لاحظه من أن عبدالعزيز بن مساعد بن جلوي عندما يردُّ على مكاتباتهم في مستهل رده خلاصة الكتاب، أو البرقية الواردة إليه، ثم سأله عن السبب في ذلك، فقال: إنني أفعل ذلك متعمِّدًا، فإن كنتم قد قلتم ما وردني عنكم قد تبلغته، وإن لم تكونوا قلتموه فأنا أحيطكم علمًا لتفيدوني بما ترون، لأن كثيرًا من الكُتاب يتصرَّفون في تحرير الخطابات على هواهم، أو يغيِّرون ويبدِّلون فيها كما يشاؤون، ومنعاً لذلك، واحتراسًا منه جريتُ على هذه العادة، فسُرَّ الملك فيصل كثيرًا. ونادى كاتبه محمد بن نويصر، وأعاد على مسامعه مقالة الأمير مثنيًا عليها.

## حكمه لحائل
بعد سقوط حكم آل رشيد في حائل من قِبل الملك عبد العزيز ولكي يثبت دعائم حكمه في المنطقة ويقبض على المدينة بيد من حديد حتى لا تفلت من يده عيّن عليها ابن عمه الأمير عبد العزيز بن مساعد الذي اشتهرت فترة حكمه بالشدة والصرامة الذي شابها كثير من القسوة حتى شبه بحكم الحجاج من شدته. بقي حاكمًا لحائل حتى توفي في شهر ربيع الأول عام 1397 هـ.
انتقل للرياض متقاعدًا حسب طلبه في العام 1970 تقريبًا وبقي في الرياض حتى وفاته في العام 1397 هـ.

## أسرته

### زوجاته
- الأميرة حصة بنت عبد الرحمن آل سعود (أخت الملك عبد العزيز)
- الأميرة طرفة بنت مساعد البتال المطيري. والدة الأمير عبد الله، الأميرة منيرة، الأميرة الجوهرة، والأميرة العنود
- الأميرة نورة بنت حمود السبهان. والدة الأميرة لولوة
- الأميرة رقية بنت إبراهيم بن علي الرشودي. والدة الأميرة موضي
- الأميرة منيره بنت عبدالعزيز بن مشيط . والدة الأمير جلوي، والأميرة نورة
- الأميرة سلطانة الشهري
- الأميرة نورة بنت حسن بن سليمان الحسن الرشيد

### أبناؤه وبناته[1]
- الأمير عبد الله بن عبد العزيز آل سعود (متوفى).
- الأمير جلوي بن عبد العزيز آل سعود (أمير منطقة نجران).
- الأميرة منيرة بنت عبد العزيز آل سعود (متوفاة). متزوجة من الأمير سلطان بن عبد العزيز آل سعود
- الأميرة سارة بنت عبد العزيز آل سعود. متزوجة من الأمير سعود بن جلوي آل سعود
- الأميرة لولوة بنت عبد العزيز آل سعود (متوفاة).[2] متزوجة من الأمير فهد بن محمد بن عبد العزيز آل سعود
- الأميرة الجوهرة بنت عبد العزيز آل سعود (متوفاة).[3] متزوجة من الأمير نايف بن عبد العزيز آل سعود
- الأميرة العنود بنت عبد العزيز آل سعود (متوفاة). متزوجة من الملك فهد بن عبد العزيز آل سعود
- الأميرة موضي بنت عبد العزيز آل سعود. متزوجة من الأمير بدر بن فهد بن سعد الأول آل سعود
- الأميرة نورة بنت عبد العزيز آل سعود. متزوجة من الأمير عبد الله بن سلمان بن محمد آل سعود